# Матч за звання чемпіона світу із шахів за версією ПША 1993
Матч за звання чемпіона світу з шахів за версією ПША був проведений у Лондоні з 7 вересня по 21 жовтня 1993 року. Після того, як Найджел Шорт переміг у матчах претендентів, він мав грати з чинним чемпіоном Гаррі Каспаровим. Проте під час турніру в Лінаресі Каспаров і Шорт заявили, що матч буде проведений не під егідою ФІДЕ, оскільки її президент Флоренсіо Кампоманес самостійно обрав місцем проведення матчу Манчестер і самостійно визначив розмір призового фонду. Вони заявили, що матч пройде в Лондоні, а 10% усього фонду перейде на створення спеціальної організації — Професійної шахової асоціації, яка буде представляти інтереси шахістів. У відповідь ФІДЕ виключила обох гравців зі своїх рейтинг-листів та провела свій матч між Анатолієм Карповим, що програв Шорту у півфінальному матчі претендентів, та Яном Тімманом, фіналістом матчів претендентів 1992 року. Матч між Каспаровим та Шортом завершився з рахунком 12½ — 7½ на користь Каспарова, який став чемпіоном світу за версією ПША.
|   | a | b | c | d | e | f | g | h |   |
| 8 | a8 чорний слон · g8 чорна тура · d7 чорна тура · e7 чорний король · f7 чорний пішак · e6 чорний пішак · f6 чорний кінь · b5 біла тура · d5 чорний пішак · h5 чорний ферзь · d4 білий кінь · e4 білий пішак · g4 чорний пішак · h4 білий ферзь · c3 білий пішак · f3 білий пішак · b2 білий пішак · g2 білий пішак · h2 білий пішак · e1 біла тура · g1 білий король | a8 чорний слон · g8 чорна тура · d7 чорна тура · e7 чорний король · f7 чорний пішак · e6 чорний пішак · f6 чорний кінь · b5 біла тура · d5 чорний пішак · h5 чорний ферзь · d4 білий кінь · e4 білий пішак · g4 чорний пішак · h4 білий ферзь · c3 білий пішак · f3 білий пішак · b2 білий пішак · g2 білий пішак · h2 білий пішак · e1 біла тура · g1 білий король | a8 чорний слон · g8 чорна тура · d7 чорна тура · e7 чорний король · f7 чорний пішак · e6 чорний пішак · f6 чорний кінь · b5 біла тура · d5 чорний пішак · h5 чорний ферзь · d4 білий кінь · e4 білий пішак · g4 чорний пішак · h4 білий ферзь · c3 білий пішак · f3 білий пішак · b2 білий пішак · g2 білий пішак · h2 білий пішак · e1 біла тура · g1 білий король | a8 чорний слон · g8 чорна тура · d7 чорна тура · e7 чорний король · f7 чорний пішак · e6 чорний пішак · f6 чорний кінь · b5 біла тура · d5 чорний пішак · h5 чорний ферзь · d4 білий кінь · e4 білий пішак · g4 чорний пішак · h4 білий ферзь · c3 білий пішак · f3 білий пішак · b2 білий пішак · g2 білий пішак · h2 білий пішак · e1 біла тура · g1 білий король | a8 чорний слон · g8 чорна тура · d7 чорна тура · e7 чорний король · f7 чорний пішак · e6 чорний пішак · f6 чорний кінь · b5 біла тура · d5 чорний пішак · h5 чорний ферзь · d4 білий кінь · e4 білий пішак · g4 чорний пішак · h4 білий ферзь · c3 білий пішак · f3 білий пішак · b2 білий пішак · g2 білий пішак · h2 білий пішак · e1 біла тура · g1 білий король | a8 чорний слон · g8 чорна тура · d7 чорна тура · e7 чорний король · f7 чорний пішак · e6 чорний пішак · f6 чорний кінь · b5 біла тура · d5 чорний пішак · h5 чорний ферзь · d4 білий кінь · e4 білий пішак · g4 чорний пішак · h4 білий ферзь · c3 білий пішак · f3 білий пішак · b2 білий пішак · g2 білий пішак · h2 білий пішак · e1 біла тура · g1 білий король | a8 чорний слон · g8 чорна тура · d7 чорна тура · e7 чорний король · f7 чорний пішак · e6 чорний пішак · f6 чорний кінь · b5 біла тура · d5 чорний пішак · h5 чорний ферзь · d4 білий кінь · e4 білий пішак · g4 чорний пішак · h4 білий ферзь · c3 білий пішак · f3 білий пішак · b2 білий пішак · g2 білий пішак · h2 білий пішак · e1 біла тура · g1 білий король | a8 чорний слон · g8 чорна тура · d7 чорна тура · e7 чорний король · f7 чорний пішак · e6 чорний пішак · f6 чорний кінь · b5 біла тура · d5 чорний пішак · h5 чорний ферзь · d4 білий кінь · e4 білий пішак · g4 чорний пішак · h4 білий ферзь · c3 білий пішак · f3 білий пішак · b2 білий пішак · g2 білий пішак · h2 білий пішак · e1 біла тура · g1 білий король | 8 |
| 7 | a8 чорний слон · g8 чорна тура · d7 чорна тура · e7 чорний король · f7 чорний пішак · e6 чорний пішак · f6 чорний кінь · b5 біла тура · d5 чорний пішак · h5 чорний ферзь · d4 білий кінь · e4 білий пішак · g4 чорний пішак · h4 білий ферзь · c3 білий пішак · f3 білий пішак · b2 білий пішак · g2 білий пішак · h2 білий пішак · e1 біла тура · g1 білий король | a8 чорний слон · g8 чорна тура · d7 чорна тура · e7 чорний король · f7 чорний пішак · e6 чорний пішак · f6 чорний кінь · b5 біла тура · d5 чорний пішак · h5 чорний ферзь · d4 білий кінь · e4 білий пішак · g4 чорний пішак · h4 білий ферзь · c3 білий пішак · f3 білий пішак · b2 білий пішак · g2 білий пішак · h2 білий пішак · e1 біла тура · g1 білий король | a8 чорний слон · g8 чорна тура · d7 чорна тура · e7 чорний король · f7 чорний пішак · e6 чорний пішак · f6 чорний кінь · b5 біла тура · d5 чорний пішак · h5 чорний ферзь · d4 білий кінь · e4 білий пішак · g4 чорний пішак · h4 білий ферзь · c3 білий пішак · f3 білий пішак · b2 білий пішак · g2 білий пішак · h2 білий пішак · e1 біла тура · g1 білий король | a8 чорний слон · g8 чорна тура · d7 чорна тура · e7 чорний король · f7 чорний пішак · e6 чорний пішак · f6 чорний кінь · b5 біла тура · d5 чорний пішак · h5 чорний ферзь · d4 білий кінь · e4 білий пішак · g4 чорний пішак · h4 білий ферзь · c3 білий пішак · f3 білий пішак · b2 білий пішак · g2 білий пішак · h2 білий пішак · e1 біла тура · g1 білий король | a8 чорний слон · g8 чорна тура · d7 чорна тура · e7 чорний король · f7 чорний пішак · e6 чорний пішак · f6 чорний кінь · b5 біла тура · d5 чорний пішак · h5 чорний ферзь · d4 білий кінь · e4 білий пішак · g4 чорний пішак · h4 білий ферзь · c3 білий пішак · f3 білий пішак · b2 білий пішак · g2 білий пішак · h2 білий пішак · e1 біла тура · g1 білий король | a8 чорний слон · g8 чорна тура · d7 чорна тура · e7 чорний король · f7 чорний пішак · e6 чорний пішак · f6 чорний кінь · b5 біла тура · d5 чорний пішак · h5 чорний ферзь · d4 білий кінь · e4 білий пішак · g4 чорний пішак · h4 білий ферзь · c3 білий пішак · f3 білий пішак · b2 білий пішак · g2 білий пішак · h2 білий пішак · e1 біла тура · g1 білий король | a8 чорний слон · g8 чорна тура · d7 чорна тура · e7 чорний король · f7 чорний пішак · e6 чорний пішак · f6 чорний кінь · b5 біла тура · d5 чорний пішак · h5 чорний ферзь · d4 білий кінь · e4 білий пішак · g4 чорний пішак · h4 білий ферзь · c3 білий пішак · f3 білий пішак · b2 білий пішак · g2 білий пішак · h2 білий пішак · e1 біла тура · g1 білий король | a8 чорний слон · g8 чорна тура · d7 чорна тура · e7 чорний король · f7 чорний пішак · e6 чорний пішак · f6 чорний кінь · b5 біла тура · d5 чорний пішак · h5 чорний ферзь · d4 білий кінь · e4 білий пішак · g4 чорний пішак · h4 білий ферзь · c3 білий пішак · f3 білий пішак · b2 білий пішак · g2 білий пішак · h2 білий пішак · e1 біла тура · g1 білий король | 7 |
| 6 | a8 чорний слон · g8 чорна тура · d7 чорна тура · e7 чорний король · f7 чорний пішак · e6 чорний пішак · f6 чорний кінь · b5 біла тура · d5 чорний пішак · h5 чорний ферзь · d4 білий кінь · e4 білий пішак · g4 чорний пішак · h4 білий ферзь · c3 білий пішак · f3 білий пішак · b2 білий пішак · g2 білий пішак · h2 білий пішак · e1 біла тура · g1 білий король | a8 чорний слон · g8 чорна тура · d7 чорна тура · e7 чорний король · f7 чорний пішак · e6 чорний пішак · f6 чорний кінь · b5 біла тура · d5 чорний пішак · h5 чорний ферзь · d4 білий кінь · e4 білий пішак · g4 чорний пішак · h4 білий ферзь · c3 білий пішак · f3 білий пішак · b2 білий пішак · g2 білий пішак · h2 білий пішак · e1 біла тура · g1 білий король | a8 чорний слон · g8 чорна тура · d7 чорна тура · e7 чорний король · f7 чорний пішак · e6 чорний пішак · f6 чорний кінь · b5 біла тура · d5 чорний пішак · h5 чорний ферзь · d4 білий кінь · e4 білий пішак · g4 чорний пішак · h4 білий ферзь · c3 білий пішак · f3 білий пішак · b2 білий пішак · g2 білий пішак · h2 білий пішак · e1 біла тура · g1 білий король | a8 чорний слон · g8 чорна тура · d7 чорна тура · e7 чорний король · f7 чорний пішак · e6 чорний пішак · f6 чорний кінь · b5 біла тура · d5 чорний пішак · h5 чорний ферзь · d4 білий кінь · e4 білий пішак · g4 чорний пішак · h4 білий ферзь · c3 білий пішак · f3 білий пішак · b2 білий пішак · g2 білий пішак · h2 білий пішак · e1 біла тура · g1 білий король | a8 чорний слон · g8 чорна тура · d7 чорна тура · e7 чорний король · f7 чорний пішак · e6 чорний пішак · f6 чорний кінь · b5 біла тура · d5 чорний пішак · h5 чорний ферзь · d4 білий кінь · e4 білий пішак · g4 чорний пішак · h4 білий ферзь · c3 білий пішак · f3 білий пішак · b2 білий пішак · g2 білий пішак · h2 білий пішак · e1 біла тура · g1 білий король | a8 чорний слон · g8 чорна тура · d7 чорна тура · e7 чорний король · f7 чорний пішак · e6 чорний пішак · f6 чорний кінь · b5 біла тура · d5 чорний пішак · h5 чорний ферзь · d4 білий кінь · e4 білий пішак · g4 чорний пішак · h4 білий ферзь · c3 білий пішак · f3 білий пішак · b2 білий пішак · g2 білий пішак · h2 білий пішак · e1 біла тура · g1 білий король | a8 чорний слон · g8 чорна тура · d7 чорна тура · e7 чорний король · f7 чорний пішак · e6 чорний пішак · f6 чорний кінь · b5 біла тура · d5 чорний пішак · h5 чорний ферзь · d4 білий кінь · e4 білий пішак · g4 чорний пішак · h4 білий ферзь · c3 білий пішак · f3 білий пішак · b2 білий пішак · g2 білий пішак · h2 білий пішак · e1 біла тура · g1 білий король | a8 чорний слон · g8 чорна тура · d7 чорна тура · e7 чорний король · f7 чорний пішак · e6 чорний пішак · f6 чорний кінь · b5 біла тура · d5 чорний пішак · h5 чорний ферзь · d4 білий кінь · e4 білий пішак · g4 чорний пішак · h4 білий ферзь · c3 білий пішак · f3 білий пішак · b2 білий пішак · g2 білий пішак · h2 білий пішак · e1 біла тура · g1 білий король | 6 |
| 5 | a8 чорний слон · g8 чорна тура · d7 чорна тура · e7 чорний король · f7 чорний пішак · e6 чорний пішак · f6 чорний кінь · b5 біла тура · d5 чорний пішак · h5 чорний ферзь · d4 білий кінь · e4 білий пішак · g4 чорний пішак · h4 білий ферзь · c3 білий пішак · f3 білий пішак · b2 білий пішак · g2 білий пішак · h2 білий пішак · e1 біла тура · g1 білий король | a8 чорний слон · g8 чорна тура · d7 чорна тура · e7 чорний король · f7 чорний пішак · e6 чорний пішак · f6 чорний кінь · b5 біла тура · d5 чорний пішак · h5 чорний ферзь · d4 білий кінь · e4 білий пішак · g4 чорний пішак · h4 білий ферзь · c3 білий пішак · f3 білий пішак · b2 білий пішак · g2 білий пішак · h2 білий пішак · e1 біла тура · g1 білий король | a8 чорний слон · g8 чорна тура · d7 чорна тура · e7 чорний король · f7 чорний пішак · e6 чорний пішак · f6 чорний кінь · b5 біла тура · d5 чорний пішак · h5 чорний ферзь · d4 білий кінь · e4 білий пішак · g4 чорний пішак · h4 білий ферзь · c3 білий пішак · f3 білий пішак · b2 білий пішак · g2 білий пішак · h2 білий пішак · e1 біла тура · g1 білий король | a8 чорний слон · g8 чорна тура · d7 чорна тура · e7 чорний король · f7 чорний пішак · e6 чорний пішак · f6 чорний кінь · b5 біла тура · d5 чорний пішак · h5 чорний ферзь · d4 білий кінь · e4 білий пішак · g4 чорний пішак · h4 білий ферзь · c3 білий пішак · f3 білий пішак · b2 білий пішак · g2 білий пішак · h2 білий пішак · e1 біла тура · g1 білий король | a8 чорний слон · g8 чорна тура · d7 чорна тура · e7 чорний король · f7 чорний пішак · e6 чорний пішак · f6 чорний кінь · b5 біла тура · d5 чорний пішак · h5 чорний ферзь · d4 білий кінь · e4 білий пішак · g4 чорний пішак · h4 білий ферзь · c3 білий пішак · f3 білий пішак · b2 білий пішак · g2 білий пішак · h2 білий пішак · e1 біла тура · g1 білий король | a8 чорний слон · g8 чорна тура · d7 чорна тура · e7 чорний король · f7 чорний пішак · e6 чорний пішак · f6 чорний кінь · b5 біла тура · d5 чорний пішак · h5 чорний ферзь · d4 білий кінь · e4 білий пішак · g4 чорний пішак · h4 білий ферзь · c3 білий пішак · f3 білий пішак · b2 білий пішак · g2 білий пішак · h2 білий пішак · e1 біла тура · g1 білий король | a8 чорний слон · g8 чорна тура · d7 чорна тура · e7 чорний король · f7 чорний пішак · e6 чорний пішак · f6 чорний кінь · b5 біла тура · d5 чорний пішак · h5 чорний ферзь · d4 білий кінь · e4 білий пішак · g4 чорний пішак · h4 білий ферзь · c3 білий пішак · f3 білий пішак · b2 білий пішак · g2 білий пішак · h2 білий пішак · e1 біла тура · g1 білий король | a8 чорний слон · g8 чорна тура · d7 чорна тура · e7 чорний король · f7 чорний пішак · e6 чорний пішак · f6 чорний кінь · b5 біла тура · d5 чорний пішак · h5 чорний ферзь · d4 білий кінь · e4 білий пішак · g4 чорний пішак · h4 білий ферзь · c3 білий пішак · f3 білий пішак · b2 білий пішак · g2 білий пішак · h2 білий пішак · e1 біла тура · g1 білий король | 5 |
| 4 | a8 чорний слон · g8 чорна тура · d7 чорна тура · e7 чорний король · f7 чорний пішак · e6 чорний пішак · f6 чорний кінь · b5 біла тура · d5 чорний пішак · h5 чорний ферзь · d4 білий кінь · e4 білий пішак · g4 чорний пішак · h4 білий ферзь · c3 білий пішак · f3 білий пішак · b2 білий пішак · g2 білий пішак · h2 білий пішак · e1 біла тура · g1 білий король | a8 чорний слон · g8 чорна тура · d7 чорна тура · e7 чорний король · f7 чорний пішак · e6 чорний пішак · f6 чорний кінь · b5 біла тура · d5 чорний пішак · h5 чорний ферзь · d4 білий кінь · e4 білий пішак · g4 чорний пішак · h4 білий ферзь · c3 білий пішак · f3 білий пішак · b2 білий пішак · g2 білий пішак · h2 білий пішак · e1 біла тура · g1 білий король | a8 чорний слон · g8 чорна тура · d7 чорна тура · e7 чорний король · f7 чорний пішак · e6 чорний пішак · f6 чорний кінь · b5 біла тура · d5 чорний пішак · h5 чорний ферзь · d4 білий кінь · e4 білий пішак · g4 чорний пішак · h4 білий ферзь · c3 білий пішак · f3 білий пішак · b2 білий пішак · g2 білий пішак · h2 білий пішак · e1 біла тура · g1 білий король | a8 чорний слон · g8 чорна тура · d7 чорна тура · e7 чорний король · f7 чорний пішак · e6 чорний пішак · f6 чорний кінь · b5 біла тура · d5 чорний пішак · h5 чорний ферзь · d4 білий кінь · e4 білий пішак · g4 чорний пішак · h4 білий ферзь · c3 білий пішак · f3 білий пішак · b2 білий пішак · g2 білий пішак · h2 білий пішак · e1 біла тура · g1 білий король | a8 чорний слон · g8 чорна тура · d7 чорна тура · e7 чорний король · f7 чорний пішак · e6 чорний пішак · f6 чорний кінь · b5 біла тура · d5 чорний пішак · h5 чорний ферзь · d4 білий кінь · e4 білий пішак · g4 чорний пішак · h4 білий ферзь · c3 білий пішак · f3 білий пішак · b2 білий пішак · g2 білий пішак · h2 білий пішак · e1 біла тура · g1 білий король | a8 чорний слон · g8 чорна тура · d7 чорна тура · e7 чорний король · f7 чорний пішак · e6 чорний пішак · f6 чорний кінь · b5 біла тура · d5 чорний пішак · h5 чорний ферзь · d4 білий кінь · e4 білий пішак · g4 чорний пішак · h4 білий ферзь · c3 білий пішак · f3 білий пішак · b2 білий пішак · g2 білий пішак · h2 білий пішак · e1 біла тура · g1 білий король | a8 чорний слон · g8 чорна тура · d7 чорна тура · e7 чорний король · f7 чорний пішак · e6 чорний пішак · f6 чорний кінь · b5 біла тура · d5 чорний пішак · h5 чорний ферзь · d4 білий кінь · e4 білий пішак · g4 чорний пішак · h4 білий ферзь · c3 білий пішак · f3 білий пішак · b2 білий пішак · g2 білий пішак · h2 білий пішак · e1 біла тура · g1 білий король | a8 чорний слон · g8 чорна тура · d7 чорна тура · e7 чорний король · f7 чорний пішак · e6 чорний пішак · f6 чорний кінь · b5 біла тура · d5 чорний пішак · h5 чорний ферзь · d4 білий кінь · e4 білий пішак · g4 чорний пішак · h4 білий ферзь · c3 білий пішак · f3 білий пішак · b2 білий пішак · g2 білий пішак · h2 білий пішак · e1 біла тура · g1 білий король | 4 |
| 3 | a8 чорний слон · g8 чорна тура · d7 чорна тура · e7 чорний король · f7 чорний пішак · e6 чорний пішак · f6 чорний кінь · b5 біла тура · d5 чорний пішак · h5 чорний ферзь · d4 білий кінь · e4 білий пішак · g4 чорний пішак · h4 білий ферзь · c3 білий пішак · f3 білий пішак · b2 білий пішак · g2 білий пішак · h2 білий пішак · e1 біла тура · g1 білий король | a8 чорний слон · g8 чорна тура · d7 чорна тура · e7 чорний король · f7 чорний пішак · e6 чорний пішак · f6 чорний кінь · b5 біла тура · d5 чорний пішак · h5 чорний ферзь · d4 білий кінь · e4 білий пішак · g4 чорний пішак · h4 білий ферзь · c3 білий пішак · f3 білий пішак · b2 білий пішак · g2 білий пішак · h2 білий пішак · e1 біла тура · g1 білий король | a8 чорний слон · g8 чорна тура · d7 чорна тура · e7 чорний король · f7 чорний пішак · e6 чорний пішак · f6 чорний кінь · b5 біла тура · d5 чорний пішак · h5 чорний ферзь · d4 білий кінь · e4 білий пішак · g4 чорний пішак · h4 білий ферзь · c3 білий пішак · f3 білий пішак · b2 білий пішак · g2 білий пішак · h2 білий пішак · e1 біла тура · g1 білий король | a8 чорний слон · g8 чорна тура · d7 чорна тура · e7 чорний король · f7 чорний пішак · e6 чорний пішак · f6 чорний кінь · b5 біла тура · d5 чорний пішак · h5 чорний ферзь · d4 білий кінь · e4 білий пішак · g4 чорний пішак · h4 білий ферзь · c3 білий пішак · f3 білий пішак · b2 білий пішак · g2 білий пішак · h2 білий пішак · e1 біла тура · g1 білий король | a8 чорний слон · g8 чорна тура · d7 чорна тура · e7 чорний король · f7 чорний пішак · e6 чорний пішак · f6 чорний кінь · b5 біла тура · d5 чорний пішак · h5 чорний ферзь · d4 білий кінь · e4 білий пішак · g4 чорний пішак · h4 білий ферзь · c3 білий пішак · f3 білий пішак · b2 білий пішак · g2 білий пішак · h2 білий пішак · e1 біла тура · g1 білий король | a8 чорний слон · g8 чорна тура · d7 чорна тура · e7 чорний король · f7 чорний пішак · e6 чорний пішак · f6 чорний кінь · b5 біла тура · d5 чорний пішак · h5 чорний ферзь · d4 білий кінь · e4 білий пішак · g4 чорний пішак · h4 білий ферзь · c3 білий пішак · f3 білий пішак · b2 білий пішак · g2 білий пішак · h2 білий пішак · e1 біла тура · g1 білий король | a8 чорний слон · g8 чорна тура · d7 чорна тура · e7 чорний король · f7 чорний пішак · e6 чорний пішак · f6 чорний кінь · b5 біла тура · d5 чорний пішак · h5 чорний ферзь · d4 білий кінь · e4 білий пішак · g4 чорний пішак · h4 білий ферзь · c3 білий пішак · f3 білий пішак · b2 білий пішак · g2 білий пішак · h2 білий пішак · e1 біла тура · g1 білий король | a8 чорний слон · g8 чорна тура · d7 чорна тура · e7 чорний король · f7 чорний пішак · e6 чорний пішак · f6 чорний кінь · b5 біла тура · d5 чорний пішак · h5 чорний ферзь · d4 білий кінь · e4 білий пішак · g4 чорний пішак · h4 білий ферзь · c3 білий пішак · f3 білий пішак · b2 білий пішак · g2 білий пішак · h2 білий пішак · e1 біла тура · g1 білий король | 3 |
| 2 | a8 чорний слон · g8 чорна тура · d7 чорна тура · e7 чорний король · f7 чорний пішак · e6 чорний пішак · f6 чорний кінь · b5 біла тура · d5 чорний пішак · h5 чорний ферзь · d4 білий кінь · e4 білий пішак · g4 чорний пішак · h4 білий ферзь · c3 білий пішак · f3 білий пішак · b2 білий пішак · g2 білий пішак · h2 білий пішак · e1 біла тура · g1 білий король | a8 чорний слон · g8 чорна тура · d7 чорна тура · e7 чорний король · f7 чорний пішак · e6 чорний пішак · f6 чорний кінь · b5 біла тура · d5 чорний пішак · h5 чорний ферзь · d4 білий кінь · e4 білий пішак · g4 чорний пішак · h4 білий ферзь · c3 білий пішак · f3 білий пішак · b2 білий пішак · g2 білий пішак · h2 білий пішак · e1 біла тура · g1 білий король | a8 чорний слон · g8 чорна тура · d7 чорна тура · e7 чорний король · f7 чорний пішак · e6 чорний пішак · f6 чорний кінь · b5 біла тура · d5 чорний пішак · h5 чорний ферзь · d4 білий кінь · e4 білий пішак · g4 чорний пішак · h4 білий ферзь · c3 білий пішак · f3 білий пішак · b2 білий пішак · g2 білий пішак · h2 білий пішак · e1 біла тура · g1 білий король | a8 чорний слон · g8 чорна тура · d7 чорна тура · e7 чорний король · f7 чорний пішак · e6 чорний пішак · f6 чорний кінь · b5 біла тура · d5 чорний пішак · h5 чорний ферзь · d4 білий кінь · e4 білий пішак · g4 чорний пішак · h4 білий ферзь · c3 білий пішак · f3 білий пішак · b2 білий пішак · g2 білий пішак · h2 білий пішак · e1 біла тура · g1 білий король | a8 чорний слон · g8 чорна тура · d7 чорна тура · e7 чорний король · f7 чорний пішак · e6 чорний пішак · f6 чорний кінь · b5 біла тура · d5 чорний пішак · h5 чорний ферзь · d4 білий кінь · e4 білий пішак · g4 чорний пішак · h4 білий ферзь · c3 білий пішак · f3 білий пішак · b2 білий пішак · g2 білий пішак · h2 білий пішак · e1 біла тура · g1 білий король | a8 чорний слон · g8 чорна тура · d7 чорна тура · e7 чорний король · f7 чорний пішак · e6 чорний пішак · f6 чорний кінь · b5 біла тура · d5 чорний пішак · h5 чорний ферзь · d4 білий кінь · e4 білий пішак · g4 чорний пішак · h4 білий ферзь · c3 білий пішак · f3 білий пішак · b2 білий пішак · g2 білий пішак · h2 білий пішак · e1 біла тура · g1 білий король | a8 чорний слон · g8 чорна тура · d7 чорна тура · e7 чорний король · f7 чорний пішак · e6 чорний пішак · f6 чорний кінь · b5 біла тура · d5 чорний пішак · h5 чорний ферзь · d4 білий кінь · e4 білий пішак · g4 чорний пішак · h4 білий ферзь · c3 білий пішак · f3 білий пішак · b2 білий пішак · g2 білий пішак · h2 білий пішак · e1 біла тура · g1 білий король | a8 чорний слон · g8 чорна тура · d7 чорна тура · e7 чорний король · f7 чорний пішак · e6 чорний пішак · f6 чорний кінь · b5 біла тура · d5 чорний пішак · h5 чорний ферзь · d4 білий кінь · e4 білий пішак · g4 чорний пішак · h4 білий ферзь · c3 білий пішак · f3 білий пішак · b2 білий пішак · g2 білий пішак · h2 білий пішак · e1 біла тура · g1 білий король | 2 |
| 1 | a8 чорний слон · g8 чорна тура · d7 чорна тура · e7 чорний король · f7 чорний пішак · e6 чорний пішак · f6 чорний кінь · b5 біла тура · d5 чорний пішак · h5 чорний ферзь · d4 білий кінь · e4 білий пішак · g4 чорний пішак · h4 білий ферзь · c3 білий пішак · f3 білий пішак · b2 білий пішак · g2 білий пішак · h2 білий пішак · e1 біла тура · g1 білий король | a8 чорний слон · g8 чорна тура · d7 чорна тура · e7 чорний король · f7 чорний пішак · e6 чорний пішак · f6 чорний кінь · b5 біла тура · d5 чорний пішак · h5 чорний ферзь · d4 білий кінь · e4 білий пішак · g4 чорний пішак · h4 білий ферзь · c3 білий пішак · f3 білий пішак · b2 білий пішак · g2 білий пішак · h2 білий пішак · e1 біла тура · g1 білий король | a8 чорний слон · g8 чорна тура · d7 чорна тура · e7 чорний король · f7 чорний пішак · e6 чорний пішак · f6 чорний кінь · b5 біла тура · d5 чорний пішак · h5 чорний ферзь · d4 білий кінь · e4 білий пішак · g4 чорний пішак · h4 білий ферзь · c3 білий пішак · f3 білий пішак · b2 білий пішак · g2 білий пішак · h2 білий пішак · e1 біла тура · g1 білий король | a8 чорний слон · g8 чорна тура · d7 чорна тура · e7 чорний король · f7 чорний пішак · e6 чорний пішак · f6 чорний кінь · b5 біла тура · d5 чорний пішак · h5 чорний ферзь · d4 білий кінь · e4 білий пішак · g4 чорний пішак · h4 білий ферзь · c3 білий пішак · f3 білий пішак · b2 білий пішак · g2 білий пішак · h2 білий пішак · e1 біла тура · g1 білий король | a8 чорний слон · g8 чорна тура · d7 чорна тура · e7 чорний король · f7 чорний пішак · e6 чорний пішак · f6 чорний кінь · b5 біла тура · d5 чорний пішак · h5 чорний ферзь · d4 білий кінь · e4 білий пішак · g4 чорний пішак · h4 білий ферзь · c3 білий пішак · f3 білий пішак · b2 білий пішак · g2 білий пішак · h2 білий пішак · e1 біла тура · g1 білий король | a8 чорний слон · g8 чорна тура · d7 чорна тура · e7 чорний король · f7 чорний пішак · e6 чорний пішак · f6 чорний кінь · b5 біла тура · d5 чорний пішак · h5 чорний ферзь · d4 білий кінь · e4 білий пішак · g4 чорний пішак · h4 білий ферзь · c3 білий пішак · f3 білий пішак · b2 білий пішак · g2 білий пішак · h2 білий пішак · e1 біла тура · g1 білий король | a8 чорний слон · g8 чорна тура · d7 чорна тура · e7 чорний король · f7 чорний пішак · e6 чорний пішак · f6 чорний кінь · b5 біла тура · d5 чорний пішак · h5 чорний ферзь · d4 білий кінь · e4 білий пішак · g4 чорний пішак · h4 білий ферзь · c3 білий пішак · f3 білий пішак · b2 білий пішак · g2 білий пішак · h2 білий пішак · e1 біла тура · g1 білий король | a8 чорний слон · g8 чорна тура · d7 чорна тура · e7 чорний король · f7 чорний пішак · e6 чорний пішак · f6 чорний кінь · b5 біла тура · d5 чорний пішак · h5 чорний ферзь · d4 білий кінь · e4 білий пішак · g4 чорний пішак · h4 білий ферзь · c3 білий пішак · f3 білий пішак · b2 білий пішак · g2 білий пішак · h2 білий пішак · e1 біла тура · g1 білий король | 1 |
|   | a | b | c | d | e | f | g | h |   |

## Результати
|                        | 1 | 2 | 3 | 4 | 5 | 6 | 7 | 8 | 9 | 10 | 11 | 12 | 13 | 14 | 15 | 16 | 17 | 18 | 19 | 20 | Очки |
| ---------------------- | - | - | - | - | - | - | - | - | - | -- | -- | -- | -- | -- | -- | -- | -- | -- | -- | -- | ---- |
| Гаррі Каспаров (Росія) | 1 | ½ | 1 | 1 | ½ | ½ | 1 | ½ | 1 | ½  | ½  | ½  | ½  | ½  | 1  | 0  | ½  | ½  | ½  | ½  | 12½  |
| Найджел Шорт (Англія)  | 0 | ½ | 0 | 0 | ½ | ½ | 0 | ½ | 0 | ½  | ½  | ½  | ½  | ½  | 0  | 1  | ½  | ½  | ½  | ½  | 7½   |